# La Cinquième Kolonne
Pour l’article homonyme, voir Cinquième colonne (homonymie).
La Cinquième Kolonne est un groupe de hip-hop français, originaire de Saint-Étienne, dans la Loire. Le groupe publie son premier album studio, intitulé Derrière nos feuilles blanches en 2003. La même année, La Cinquième Kolonne se sépare,.

## Biographie
La Cinquième Kolonne est formée en 1998 à Saint-Étienne, dans la Loire. Il se compose de trois rappeurs (Piloophaz, Fisto et Arom, ce dernier étant présent sur très peu de morceaux), d'un DJ (DJ O'Legg) et d'un producteur (Defré Baccara), et de Piloophaz qui sera également le dernier du collectif. L'indépendance revendiquée et affirmée est l'une des principales caractéristiques de La Cinquième Kolonne : elle se manifeste bien sûr dans la démarche commerciale et de production du groupe, mais est également palpable au sein même du collectif, Piloophaz rappelant qu'il « parle en son nom et non en celui de [son] possee » ; et de fait, les titres en solo sont assez nombreux, faisant ressortir les « personnalités » complémentaires et parfois contrastées des deux principaux MCs, Piloophaz et Fisto.
Fisto (en contradiction avec l'indépendance « underground » revendiquée du groupe) rentre en rotation sur Skyrock, à la suite d'un concours « Max de 109 » organisé par la radio, avec le titre Juste un looser. Il est contacté par Sony Musique et signe provisoirement avec le label en 2003 pour une compilation,. Toujours en 2003, le groupe publie son premier album studio, Derrière nos feuilles blanches, qui se compose de 20 chansons et qui obtient un léger succès national et un succès médiatique.

## Discographie

### Albums
- 1999 : Mikrophage (mixtape)
- 2001 : État des lieux (démo)
- 2003 : Derrière nos feuilles blanches (album)

### Apparitions
- 2000 : Pacte 2000 : l'Odyssée du Hip-Hop (FRJ Prod., Belgique)
- 2000 : En solo (RSP Prod.)
- 2001 : Justice en Banlieue (au profit du MIB ; Mektoub Prod.)
- 2001 : Fuck le Maximum Boycott (DeBrazza Records)
- 2001 : Expression libre (BES Prod.)
- 2002 : How Do You Sleep (Jarring FX Prod.)
- 2002 : Fragment of Hip-Hop (FR2H Prod.)
- 2003 : Maximum Boycott (volume 2 ; DeBrazza Records)
- 2003 : La source furieuse (La source furieuse + SkyzOminus Prod.)
- 2003 : StandBy, (mixtape de DJ MicMac)